# Saint-Agnant-de-Versillat
 Saint-Agnant-de-Versillat  là một xã thuộc tỉnh Creuse trong vùng Nouvelle-Aquitaine miền trung nước Pháp. Xã này nằm ở khu vực có độ cao trung bình 302 mét trên mực nước biển.